# Żona fil-Baħar bejn Rdum Majjiesa u Għar Lapsi
Żona fil-Baħar bejn Rdum Majjiesa u Għar Lapsi este o arie protejată (sit de importanță comunitară — SCI) din Malta întinsă pe o suprafață de 1.459,6 ha, integral marine.

## Localizare
Centrul sitului Żona fil-Baħar bejn Rdum Majjiesa u Għar Lapsi este situat la coordonatele 35°54′00″N 14°20′32″E / 35.9001°N 14.3423°E.

## Înființare
Situl Żona fil-Baħar bejn Rdum Majjiesa u Għar Lapsi a fost declarat sit de importanță comunitară în august 2006 pentru a proteja un număr necunoscut de specii din flora spontană și fauna sălbatică aflate în arealul zonei.

## Biodiversitate
Situată în ecoregiunea marină mediteraneană, aria protejată conține 4 habitate naturale: Bancuri de nisip acoperite în permanență slab de apă marină, Straturi cu Posidonia (Posidonion oceanicae), Recifuri, Peșteri marine scufundate complet sau parțial.
La baza desemnării sitului se află un număr nedeclarat de specii protejate.